# دائوریا

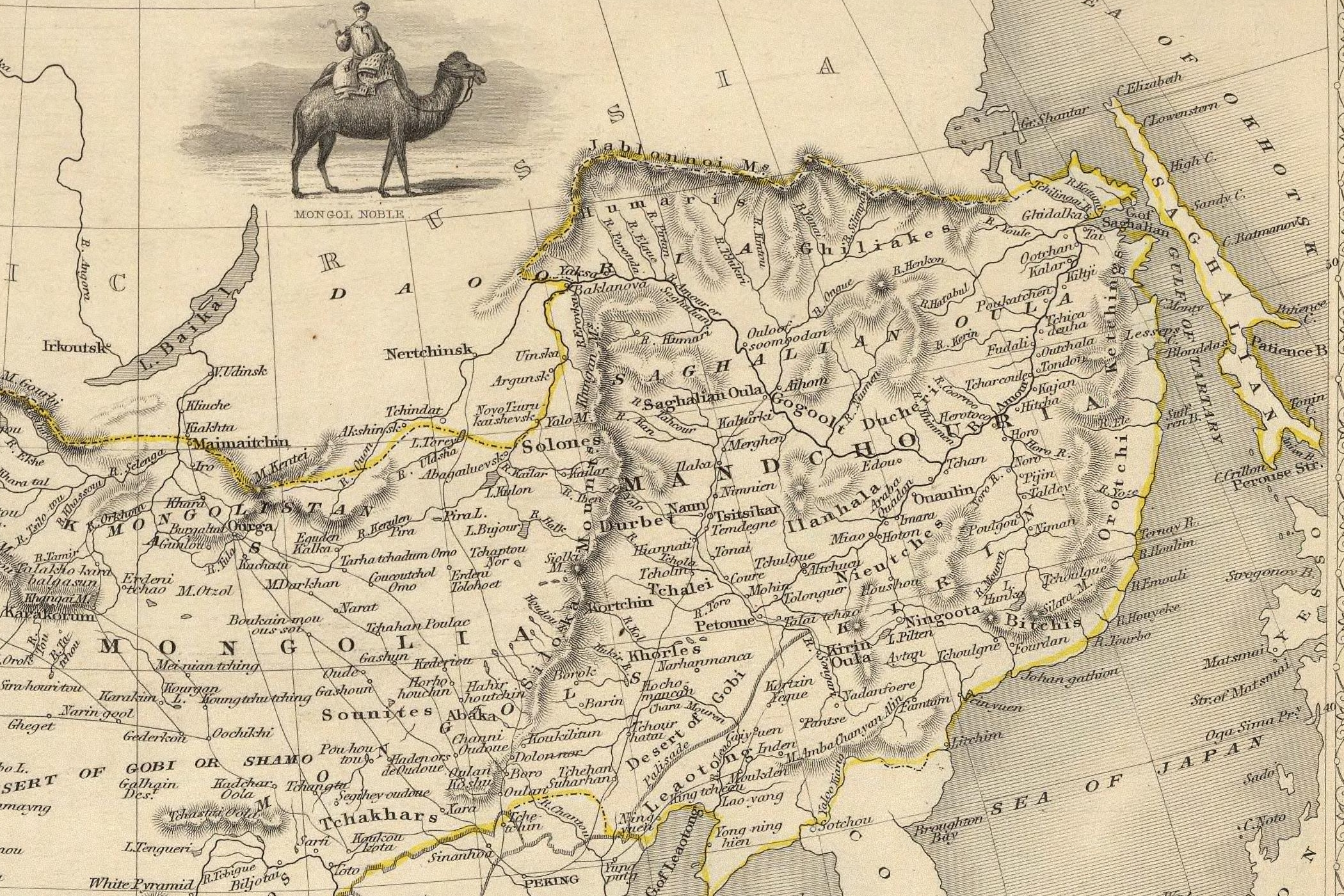
دائوریا (در درون امپراتوری روسیه و چین) روی نقشه ۱۸۵۱

دائوریا (Dauriya که با نام Dauriia یا Dauria نیز رومی شده است) یک منطقه تاریخی و جغرافیایی در روسیه است که شامل بوریاتیا نوین، منطقه زابایکالسکی و منطقه آمور است. این نام بر اساس قوم دائور که تا میانهٔ سدهٔ هفدهم در این منطقه ساکن بودند، داده شده است، که نخستین بار پس از لشکرکشی انالی بختیاروف در سال ۱۶۴۰ دربارهٔ آنها شناخته شد.
اصطلاح غیررسمی «دائوریا» را می‌توان به سرزمین‌های پیرامون مغولستان و حتی بخش‌هایی از چین گسترش داد، مثلاً استپ جنگلی دائوریا را ببینید.